# Radislav Krstić
Radislav Krstić (en ciríl·lic: Радислав Крстић) és un antic militar serbi de Bòsnia, que va ser Cap de Personal i Comandant Adjunt del Cos del Drina de l'Exèrcit de la República Sèrbia (VRS) des d'octubre de 1994 fins al 12 de juliol de 1995. Va ser ascendit al rang de General el juny de 1995, i va assumir el comandament del Cos del Drina el 13 de juliol de 1995. El 2 de desembre de 1998 Krstić va ser acusat de crims de guerra pel Tribunal Penal Internacional per a l'antiga Iugoslàvia, i fou jutjat a La Haia en relació amb la Matança de Srebrenica, la major matança en massa a Europa des de la Segona Guerra Mundial. El 2 d'agost de 2001, Krstić es va convertir en el primer home declarat culpable de genocidi pel tribunal, i va ser condemnat a 46 anys de presó. Va ser la tercera persona condemnada en virtut de la Convenció per a la Prevenció i la Sanció del Delicte de Genocidi de 1948. En l'apel·lació, la seva condemna com executor de genocidi va ser anul·lada, però la Cort d'Apel·lacions va mantenir la condemna com ajudant i col·laborador del genocidi.
| « | ... el senyor Radislav Krstić sabia que autoritzant l'ús dels recursos del Cos del Drina, estava fent una contribució substancial a l'execució dels presoners musulmans de Bòsnia. Tot i que les proves suggereixen que Radislav Krstić no era partidari d'aquest pla, com a Comandant del Cos del Drina va permetre que l'Estat Major convoqués i utilitzes els seus recursos... | » |
| — | |   |

Aquest darrer pronunciament va incloure el reconeixement definitiu per part del tribunal de la Matança de Srebrenica com a genocidi. El 20 de desembre de 2004 Krstić va ser transferit al Regne Unit per a complir la seva condemna.